# Theodore Sturgeon
Pour les articles homonymes, voir Sturgeon.
Œuvres principales
- Killdozer
- Cristal qui songe
- Les Plus qu'humains
- Vénus plus X
- Le Cœur désintégré
- Star Trek (série télévisée)

 (avril 2021).
Theodore Sturgeon, né sous le nom d'Edward Hamilton Waldo le 26 février 1918 et mort le 8 mai 1985 , est un écrivain américain de fantaisie, de science-fiction et d'horreur, auteur de nombreuses nouvelles et plusieurs romans.
Au-delà de son style, l'ambiance et les thèmes abordés dans ses écrits font de cet auteur un cas particulier dans l'univers de la science-fiction et du fantastique. Ses écrits présentent des éléments se référant à des évènements de sa vie qu'il a explorés d'une manière presque thérapeutique. Certains parlent, pour décrire son œuvre, d'univers « sturgeonien ». 

## Biographie
Theodore Sturgeon est né Edward Hamilton Waldo à Staten Island, New York.
À l'âge de 9 ans, en 1927, Theodore Sturgeon est confronté au divorce de ses parents. En 1929, sa mère se remarie avec un professeur émigré écossais, William Dicky Sturgeon, qui se montre d'une extrême dureté avec lui. Son beau-père adopte Edward ainsi que son frère, et procède à un changement légal du prénom d'Edward Hamilton Waldo, qui deviendra donc Theodore Hamilton Sturgeon. Il utilise cependant son ancien nom pour signer quelques œuvres. Il est, par exemple connu sous les pseudonymes de « E. Hunter Waldo », « E. Waldo Hunter » (à la suite d'une erreur du rédacteur en chef) et « Frederick R. Ewing ».
Theodore Sturgeon se marie cinq fois. Ses épouses successives sont : Dorothy Fillingame (1940-1945), Mary Mair (1949-1951), Marion McGahan (1951-1965), Wina Bonnie Golden (1969-1976) et Jayne Tannahill (1976). Il a sept enfants.
Il vend les droits de son premier récit en 1938 au journal McClure's Syndicate qui lui achète la majeure partie de ses premiers écrits. Il fait ses débuts dans le genre fantastique une année plus tard. Il commence par écrire de nombreuses nouvelles destinées à des magazines de science-fiction comme Astounding et Unknown. Il écrit, comme nègre littéraire, un épisode des aventures du détective Ellery Queen, The Player on the Other Side (Random House, 1963). 
La plupart des œuvres de Theodore Sturgeon comportent une dimension introspective et émotive. Il est réputé pour utiliser la technique de la prose rythmique, assurant à son écriture une certaine régularité métrique, ce qui lui permet de procéder à de discrets changements d'atmosphère, qui échappent, quelques fois, à la conscience du lecteur.
En 1958, il décrit pour la première fois, dans le magazine Venture Science-Fiction, ce qui lui sera attribué comme la loi de Sturgeon.
Theodore Sturgeon écrit des scénarios pour quelques épisodes de Star Trek, la série originale : Une partie de campagne (Shore Leave, 1966) et Le Mal du pays (Amok Time, 1967, publié plus tard sous la forme de roman en 1978). Ce dernier épisode est connu pour son invention du Pon farr. Sturgeon écrit également plusieurs scénarios pour des épisodes de Star Trek qui n'ont jamais été produits. C'est dans l'un de ces projets de scénario qu'apparaît pour la première fois la célèbre Directive Première de Starfleet. En 1975, il écrit également l'épisode intitulé The Pylon Express, pour l'émission du samedi matin, Land of the Lost.
Bien que Theodore Sturgeon soit connu des lecteurs d'anthologies classiques de science-fiction (il compte parmi les auteurs du genre les plus connus aux États-Unis dans les années 1950) et qu'il bénéficie d'une reconnaissance critique (John Clute écrit dans son Encyclopédie de la Science-Fiction : son travail a eu un impact sur des auteurs tels que Harlan Ellison et Samuel R. Delany et libérera par sa vie et son œuvre la science-fiction de l'après Seconde Guerre mondiale »), il demeure peu connu du grand public, et remporte relativement peu de prix littéraires. Il a fortement influencé de grands auteurs beaucoup plus connus que lui tels que Ray Bradbury et Kurt Vonnegut, dont le personnage dénommé Kilgore Trout renvoie directement à Theodore Sturgeon.

## Récompenses
- 1954 : International Fantasy Award pour Les Plus qu'humains
- 1970 : Prix Nebula de la meilleure nouvelle longue 1970 pour Sculpture lente
- 1971 : Prix Hugo de la meilleure nouvelle courte 1971 pour Sculpture lente
- 1985 : Prix World Fantasy (catégorie « Grand Maître ») pour l'ensemble de son œuvre
- 2020 : Prix Hugo du meilleur roman court 1945 à titre posthume pour Killdozer

## Œuvres

### Romans
- Killdozer, 1971 ((en) Killdozer!, 1944)in Killdozer / Le Viol cosmique, recueil des deux romans courts, trad. de Georges H. Gallet, éditions J'ai lu, no 407
- Cristal qui songe, Gallimard / Hachette, coll. Le Rayon fantastique, 1952 ((en) The Dreaming Jewels, Greenberg, 1950), trad. Alain GlatignyRéédité en 1972 aux éditions J'ai lu, no 369
- Les Plus qu'humains, Hachette, coll. Le Rayon Fantastique, 1956 ((en) More than Human, Farrar, Straus and Young, 1953), trad. Michel ChrestienInternational Fantasy Award - Réédité en 1973 aux éditions J'ai lu, no 355
- Le Viol cosmique, 1971 ((en) The Cosmic Rape, 1958)in Killdozer / Le Viol cosmique, recueil des deux romans courts, trad. de Georges H. Gallet, éditions J'ai lu, no 407
- Vénus plus X, Champ libre, coll. Chute libre, no 11, 1976 ((en) Venus plus X, Pyramid, 1960), trad. Jean-Pierre Carasso
- Un peu de ton sang ((en) Some of Your Blood, Ballantine Books, 1961), roman court, trad. Odette Ferryin Hitchcock présente : Histoires à faire peur, Robert Laffont, 1965 - réédité dans une traduction de Véronique Dumont et Odette Ferry aux éditions Télémaque, coll. Entailles, en 2008 puis aux éditions Gallimard, coll. Folio SF, no 361 en 2010
- (en) Godbody, Dutton Adult, 1986  (ISBN 978-0-91-765761-0)Publication posthume, inédit en français

### Texte autobiographique
- Argyll, 2005 ((en) Argyll: A Memoir, 1993)in Romans et Nouvelles, éditions Omnibus

### Recueils de nouvelles
- Spécial Sturgeon, Galaxie, OPTA, no 103, 1972Nouvelles précédées de Rencontre avec Theodore Sturgeon, de Patrice Duvic
- Le Cœur désintégré, Denoël, Présence du futur, no 231, 1977 ((en) Sturgeon in Orbit, 1964), trad. Roland Delouya  (ISBN 2-277-23074-X)Recueil de cinq nouvelles
- Les Enfants de Sturgeon, Librairie des Champs-Élysées, Le Masque Science-fiction, no 58, 1977Recueil de huit nouvelles, anthologie préparée par Marianne Leconte
- Les Talents de Xanadu, J'ai lu, 1978 ((en) The Worlds of Theodore Sturgeon, 1972), trad. Michel Deutsch  (ISBN 2-277-11829-X)Recueil de sept nouvelles
- Les Songes superbes de Theodore Sturgeon, Casterman, coll. Autres temps, autres mondes, 1978  (ISBN 2-203-22624-2)Recueil de onze nouvelles, choisies et présentées par Alain Dorémieux
- Le Livre d'or de la science-fiction : Theodore Sturgeon, Pocket, 1978  (ISBN 2-266-00455-7)rééditée en 1991 dans la collection Le Grand Temple de la S-F avec pour titre Un soupçon d'étrange (isbn : 2-266-04799-X)
- Fantômes et Sortilèges, Le Masque Fantastique, 1978Recueil de nouvelles, anthologie préparée par Marianne Leconte
- L'Homme qui a perdu la mer, Le Livre de poche, coll. SF no 7033, 1978  (ISBN 2-253-02047-8)Recueil de huit nouvelles, préface de Alain Garsault
- Méduse, Le Masque Fantastique, 1978, trad. Mary RosenthalRecueil de quatre nouvelles choisies et préparées par Marianne Leconte
- Symboles secrets, Casterman, coll. Autres temps, autres mondes, 1980Recueil de nouvelles, choisies, présentés et traduites par Alain Dorémieux
- Amour, impair et manque, Jean-Claude Lattès, 1981Recueil de nouvelles composé par Marianne Leconte
- La Sorcière du marais, Néo, 1984, trad. Marcel Battin[1]Recueil de nouvelles, anthologie établie par Stéphane Bourgoin

### Quelques-unes de ses nouvelles
Par ordre chronologique de parution.
- Cargo, 1940 ;  Une Cargaison, in Fantômes et Sortilèges, Le Masque Fantastique, n° 4, 2e série, 1978.
- It, 1940 ; Ça, in L'Homme qui a perdu la mer, Le Livre de poche SF, n° 7033, 1978.
- Microcosmic God, in Astounding Science Fiction, 1941 ; Dieu microcosmique, trad. Frank Straschitz, Fiction spécial, n° 11, mai 1967 ; in L'Homme qui a perdu la mer, Le Livre de poche SF, n° 7033, 1978.
- The Ultimate Egoist, 1941 ; Un égocentriste absolu, in Les Songes superbes de Theodore Sturgeon, Casterman, 1978.
- Yesterday was Monday, 1941 (en français : Hier c'était lundi), in Romans et Nouvelles, Omnibus, 2005.
- Nightmare Island, 1941 ; L'Ile des cauchemars, in Romans et Nouvelles, Omnibus, 2005.
- The golden egg, 1941 ; L’Œuf d’or, Fiction, n°210, juin 1971 ;
- The Hag Seleen, (avec James H. Beard) 1942 ; La Sorcière du marais, in Romans et Nouvelles, Omnibus, 2005.
- Mewhu's Jet, 1946 ; Le Bâton de Miouhou, in Les Enfants de Sturgeon, Le Masque Science fiction, n° 58, 1977.
- Thunder and Roses, in Astounding Science Fiction, novembre 1947 ; Et la foudre et les roses, trad. Pierre Billion, Fiction spécial, n° 9, mai 1966.
- Bianca's Hands, in Argosy, 1947 ; Les Mains de Bianca, in Les Chefs-d'œuvre de l'épouvante, Éditions Planète, 1965 ; in Fantômes et Sortilèges, Le Masque Fantastique, n° 4, 2e série, 1978.
- One Foot and the Grave, 1949 ; Un pied dans la tombe, in Romans et Nouvelles, Omnibus, 2005.
- The Hurkle is a Happy Beast, in The Magazine of Fantasy & Science Fiction, automne 1949 ; La Merveilleuse Aventure du bébé Hurkle, Fiction, no 7, juin 1954 ; in Les chefs-d'œuvre de la science-fiction, Encyclopédie Planète, 1970, p. 165-171; in L'Homme qui a perdu la mer, Le Livre de poche SF, n° 7033, 1978.
- Le Rocher voyageur (The Traveling Crag), 1951, in Fantastic Adventures.
- Make Room for Me, in Fantastic Adventures, 1951 ; Faites-moi de la place, in Le Cœur désintégré, Denoël, 1977 ; J'ai Lu, n° 3074.
- Never Underestimate…, in If, 1952 ; Ne sous-estimez jamais…, in Histoires de médecins, Le Livre de poche, 1983
- Saucer of Loneliness, in Galaxy Science-Fiction, n°27 (février 1953) ; Le Disque de solitude, in Galaxie no 34, septembre 1956, P. 137 à 144 ; La Soucoupe de solitude, in Histoires d'extraterrestres, Le Livre de poche, 1974
- The Touch of Your Hand, 1953; Le contact de ta main, in L'homme qui a perdu la mer, collection Le Cabinet noir n°24, Les Belles Lettres, 1999.
- The Education of Drusilla Strange, in Galaxy Science Fiction, 1954 ; L'Éveil de Drusilla Strange, trad. Michel Boissier, Galaxie, no 10, septembre 1954 ; in L'Homme qui a perdu la mer, Le Livre de poche SF, 7033, 1978.
- Affair with a green monkey, 1957 ; Le Singe vert, Fiction, n°78, mai 1960 ;
- The girl had guts, 1957 ; Une fille qui en a, Fiction spécial, 1962
- The Man who lost the Sea, in Fantasy and Science Fiction, octobre 1959 ; L'Homme qui a perdu la mer, trad. P.-J. Izabelle, Fiction, no 74, janvier 1960 ; in recueil L'Homme qui a perdu la mer, Le Livre de poche SF, n° 7033, 1978.
- Like Young, 1960; Épitaphe, in L'homme qui a perdu la mer, collection Le Cabinet noir n°24, Les Belles Lettres, 1999.
- If All Men Were Brothers, Would You Let One Marry Your Sister ?, 1967 ;  Si tous les hommes étaient frères, me permettrais-tu d'épouser ta sœur ?, in Dangereuses Visions - tome 2, J'ai Lu, n° 627, 1976.
- Slow Sculpture, 1971 ; Sculpture lente, in Un soupçon d'étrange, Presse Pocket, n° 5013.

## Autres médias

### Films et séries télévisées
- Tales of Tomorrow, série télévisée, 1951-1952.
  - Verdict from Space, 1951.
  - Enemy Unknown, 1951.
  - The Miraculous Serum, 1952.
- Schlitz Playhouse of Stars, série télévisée, 1958.
- Star Trek, la série originale, série télévisée.
  - Une partie de campagne (Shore Leave, 1966)
  - Le Mal du pays (Amok Time, 1967)
- Les Envahisseurs, série télévisée.
  - Trahison (The Betrayed), 1967.
- Killdozer, téléfilm, Jerry London, 1974.
- Land of the Lost, série télévisée, 1974.
- De bien étranges affaires, série télévisée, 1982 : adaptation française de la nouvelle La Soucoupe de solitude (diffusée sur FR3 (France 3), le 8 septembre 1982).
- La Cinquième Dimension, série télévisée, 1986 : adaptation de la nouvelle La Soucoupe de solitude (A Saucer of loneliness), épisode titré en français Un mot pour le dire.
- The Other Celia, Court métrage, 2005.